# Тейлма (Йиґева)
Те́йлма (ест. Teilma küla) — село в Естонії, у волості Йиґева повіту Йиґевамаа.

## Населення
Чисельність населення на 31 грудня 2011 року становила 58 осіб.